# Liste der denkmalgeschützten Objekte in Münichreith-Laimbach
Die Liste der denkmalgeschützten Objekte in Münichreith-Laimbach enthält die denkmalgeschützten, unbeweglichen Objekte der Gemeinde Münichreith-Laimbach.

## Denkmäler
| Foto |                 | Denkmal                                                                        | Standort                                                | Beschreibung | Metadaten |
| ---- | --------------- | ------------------------------------------------------------------------------ | ------------------------------------------------------- | --- | --- |
| ja   | Datei hochladen | Kath. Pfarrkirche hl. Margarethe und Friedhof HERIS-ID: 50105 Objekt-ID: 54726 | neben Laimbach am Ostrong 1 Standort KG: Laimbach       | Die von einem Friedhof umgebene Pfarrkirche hl. Margarethe, leicht erhöht im Ort Laimbach gelegen, verfügt über einen einheitlich wirkenden Baukörper, bestehend aus einem gotischen Chor und einem barockisierten Langhaus mit gedrungenem, biedermeierlichem Westturm und einem Sakristeianbau des frühen 20. Jahrhunderts. Das ungegliederte Langhaus ist durch Rundbogenfenster geöffnet und durch ein Satteldach gedeckt. Der im Kern wohl frühgotische, barockisierte Chor ist gleich hoch und breit wie das Langhaus. Im Chorschluss sind Spitzbogenfenster mit zweibahnigem Maßwerk im Osten und Süden angebracht, das östliche ist von 1863. Auf Flachreliefs aus der zweiten Hälfte des 15. Jahrhunderts sind verschiedene Werkzeuge dargestellt. Über einen quadratischen Grundriss erhebt sich ein dreigeschoßiger, vorgestellter Westturm, der 1822 anstelle eines hölzernen Glockenturms errichtet wurde. | BDA-Hist.: Q38038060 Status: § 2a Stand der BDA-Liste: 2025-06-30 Name: Kath. Pfarrkirche hl. Margarethe und Friedhof GstNr.: .39, 438 Pfarrkirche Laimbach am Ostrong |
| ja   | Datei hochladen | Pfarrhof HERIS-ID: 50284 Objekt-ID: 55097                                      | Münichreith am Ostrong 1 Standort KG: Münichreith       | Der nordwestlich der Kirche gelegene Pfarrhof ist ein zweigeschoßiger Bau mit Schopfwalmdach über einem hakenförmigen Grundriss. Der Baukern stammt aus dem 16. Jahrhundert. Nach einem Brand im Jahr 1700 wurde das Gebäude in seiner heutigen Form errichtet. Die Nordfassade wurde um 1770 mit Putzgliederung gestaltet. Sie ist durch eine Bänderung im Erdgeschoß und Faschen im Obergeschoß gegliedert. Der Bau ist durch ein breites Rundbogentor zugänglich. Die Fenster im Obergeschoß haben Klostergitter, die an der Hofseite in jüngerer Zeit verändert wurden. | BDA-Hist.: Q38039124 Status: § 2a Stand der BDA-Liste: 2025-06-30 Name: Pfarrhof GstNr.: .1 Pfarrhof Münichreith                                                       |
| ja   | Datei hochladen | Kath. Pfarrkirche hl. Nikolaus und Friedhof HERIS-ID: 50283 Objekt-ID: 55096   | neben Münichreith am Ostrong 2 Standort KG: Münichreith | Die von einem Friedhof umgebene Pfarrkirche St. Nikolaus, inmitten von Münichreith gelegen, ist eine gotische Hallenkirche mit Rechteckchor und wehrhaftem Westturm. Das Langhaus hat ein hohes Satteldach, niedrige Strebepfeiler mit Wasserschlägen im Süden und verschieden große, unterschiedlich hoch sitzende Spitzbogenfenster. Im Norden ist die Kirche durch ein gotisches Portal aus dem frühen 15. Jahrhundert mit geradem Sturz und verstäbtem Gewände zugänglich, das hinter einer Vorhalle des späten 19. Jahrhunderts liegt. Der leicht eingezogene Chor ist höher als das Langhaus. Er verfügt über ein Schopfwalmdach und Spitzbogenfenster, davon eines im Osten mit Maßwerk. Der Westturm aus dem 15. Jahrhundert hat schmale Schlitzfenster im Norden und Süden, darüber Spitzbogenfenster. Nördlich des Chores ist die Sakristei angebaut und westlich daran anschließend, an der Nordseite des Langhauses, ein querschiffartiger Kapellenanbau des 18. Jahrhunderts, im 19. Jahrhundert verändert, mit Satteldach, Rundbogenfenstern und einer neobiedermeierlichen Tür. | BDA-Hist.: Q38039115 Status: § 2a Stand der BDA-Liste: 2025-06-30 Name: Kath. Pfarrkirche hl. Nikolaus und Friedhof GstNr.: .3, 426 Pfarrkirche Münichreith am Ostrong |